# Socorro (Texas)
Pour les articles homonymes, voir Socorro.
La ville de Socorro est située dans le comté d’El Paso, dans l’État du Texas, aux États-Unis. Sa population s’élevait à 32 013 habitants lors du recensement de 2010, estimée à 34 533 habitants en 2018.

## Géographie
Socorro se trouve sur la rive nord du Río Grande, à la frontière avec la Mexique.

## Source
- (en) Cet article est partiellement ou en totalité issu de l’article de Wikipédia en anglais intitulé « Socorro, Texas » (voir la liste des auteurs).

1. ↑  « Population and Housing Unit Estimates » (consulté le 23 juillet 2019)
2. ↑  « Census of Population and Housing », Census.gov (consulté le 4 juin 2015)